# Earl Henry Brewster
Pour les articles homonymes, voir Brewster.
Earl Henry Brewster, né à Chagrin Falls le 21 septembre 1878 et mort à Almora (Inde), le 19 septembre 1957, est un peintre et écrivain américain, célèbre pour son étroite amitié avec D.H. Lawrence.

## Biographie
Il étudie à la Cleveland Institute of Art (en) puis à l'Art Students League of New York et à la Parsons The New School for Design avec William Merritt Chase et Frank DuMond. Il expose ses premières toiles à la Pennsylvania Academy of the Fine Arts, au Boston Art Club (en) et à la Corcoran Gallery of Art de Washington D.C ainsi qu'à la Society of American Artists (en) et à l'Académie américaine de design.
Il épouse en 1910 l'artiste Achsah Barlow Brewster rencontrée en 1904 chez le poète Vachel Lindsay. Le couple déménage alors en Italie et ne reviendra aux États-Unis qu'une seule fois en 1923. Leur fille, Harwood, nait à Paris en 1912. Ils voyagent régulièrement en Grèce, France, Ceylan et Inde, passent six années dans le sud de la France, puis s'installent en 1935 à Crank's Ridge (en) (Almora), dans l'Uttar Pradesh, en Inde.
Les œuvres de Earl et Achsah Brewster sont principalement influencées par les peintures murales de Puvis de Chavannes et des peintres primitifs italiens. Leur travail témoigne d'une spiritualité variée englobant des sujets chrétiens, bouddhistes et hindous. Earl peint principalement des paysages, des portraits et des scènes religieuses, ainsi que des œuvres abstraites. Au cours de leurs années en Italie, les Brewsters ont exposé régulièrement au Salon d’automne, à la Société des artistes indépendants et au Salon des indépendants. A la rétrospective des indépendants de 1926, Earl Brewster présente les toiles Le nègre bleu, Le marin, La Madone à l'oiseua jaune et Bouddha et le Siva.
En 1923, le couple publie l'ouvrage L'oeuvre de E.H. et Achsah Barlow Brewster où ils exposent leurs principes artistiques, leurs influences et leurs objectifs. En Inde, les œuvres de Earl Brewster sont achetées régulièrement pour des bâtiments publics et des exemplaires de sa statue du Bouddha ont été placés dans plusieurs temples. Les œuvres du couple sont exposées à la Société indienne d'art oriental de Calcutta et au Centre d'art et de culture Roerich à Allahabad. Plus récemment, les galeries ACA à New York ont organisé des expositions de leurs peintures en 2001 et 2007-2008. En 2008, le paysage de Earl, The Gulf of Salerno, a été acquis par le Telfair Museums (en) de Savannah (Géorgie).
En Inde, les Brewster fréquentent la famille Nehru, Willa Cather, Elihu Vedder, Vachel Lindsay, le danseur Uday Shankar, frère de Ravi Shankar, ainsi que des mystiques. En 1947, Earl Brewster est honoré et accepte l'invitation qui lui est faite de lever le drapeau indien lors d'une célébration de l'indépendance de l'Inde à Almora.
Earl Brewster s'intéressait à la philosophie et aux religions orientales et occidentales. Il participe à la théosophie puis suit le bouddhisme et le Védanta auxquels il consacre de nombreux articles. Sur la suggestion de l'érudit bouddhiste anglaise Caroline Rhys Davids, il publie en 1926 The Life of Gotama the Buddha (Compiled Exclusively from the Pali Canon).
La correspondance personnelle de Earl et Achsah Brewster, ainsi que les mémoires d’Achsah Brewster et de Harwood Brewster Picard, sont conservés à la Drew University (en) de Madison, au New Jersey.

### L'amitié avec le couple Lawrence
Les Brewsters et les Lawrence se sont rencontrés à Capri en 1921 et ont maintenu une étroite amitié et une correspondance fréquente. Earl Brewster et D. H. Lawrence visitent ensemble des sites et des antiquités étrusques en 1927. Après la mort de D. H. Lawrence, les Brewsters compilent un livre de ses lettres et de ses souvenirs, DH Lawrence: Reminiscences and Correspondance, publié en 1934.

## Publications
- Achsah et Earl Brewster, D. H. Lawrence: Reminiscences and Correspondence, Martin Secker, Londres, 1934.
- The Life of Gotama the Buddha (Compiled Exclusively from the Pali Canon), Trubner's Oriental Series, Londres : Kegan Paul, 1926. * Achsah et Earl Brewster, L'Œuvre de E. H. Brewster et Achsah Barlow Brewster : 32 reproductions en phototypie précédées d'essais autobiographiques, Rome: Valori Plastici, 1923.